# Atylomyia albifrons
Atylomyia albifrons är en tvåvingeart som beskrevs av Villeneuve 1911. Atylomyia albifrons ingår i släktet Atylomyia och familjen parasitflugor. Inga underarter finns listade i Catalogue of Life.